# تایم وارنر سنتر
تایم وارنر سنتر (به انگلیسی: Time Warner Center) یک جفت آسمان‌خراش ۲۳۰ متری (۷۵۰ پا) است که در منهتن در نیویورک در ایالات متحده آمریکا قرار دارد. این آسمان‌خراش توسط اریاپراپرتی پارتنرز (به انگلیسی: AREA Property Partners) و ریلیتد کامپنیز (به انگلیسی: The Related Companies) توسعه یافته‌ است. این آسمان‌خراش‌ها که به شکل جفت و دارای معماری ایتریم است توسط دیوید چایلدز از اسکیدمور، اوینگز و مریل طراحی شده‌ است. ساخت این آسمان‌خراش از سال ۲۰۰۰ آغاز شد و در ۲۷ فوریه ۲۰۰۳ به ارتفاع حداکثر رسید.

## نگارخانه

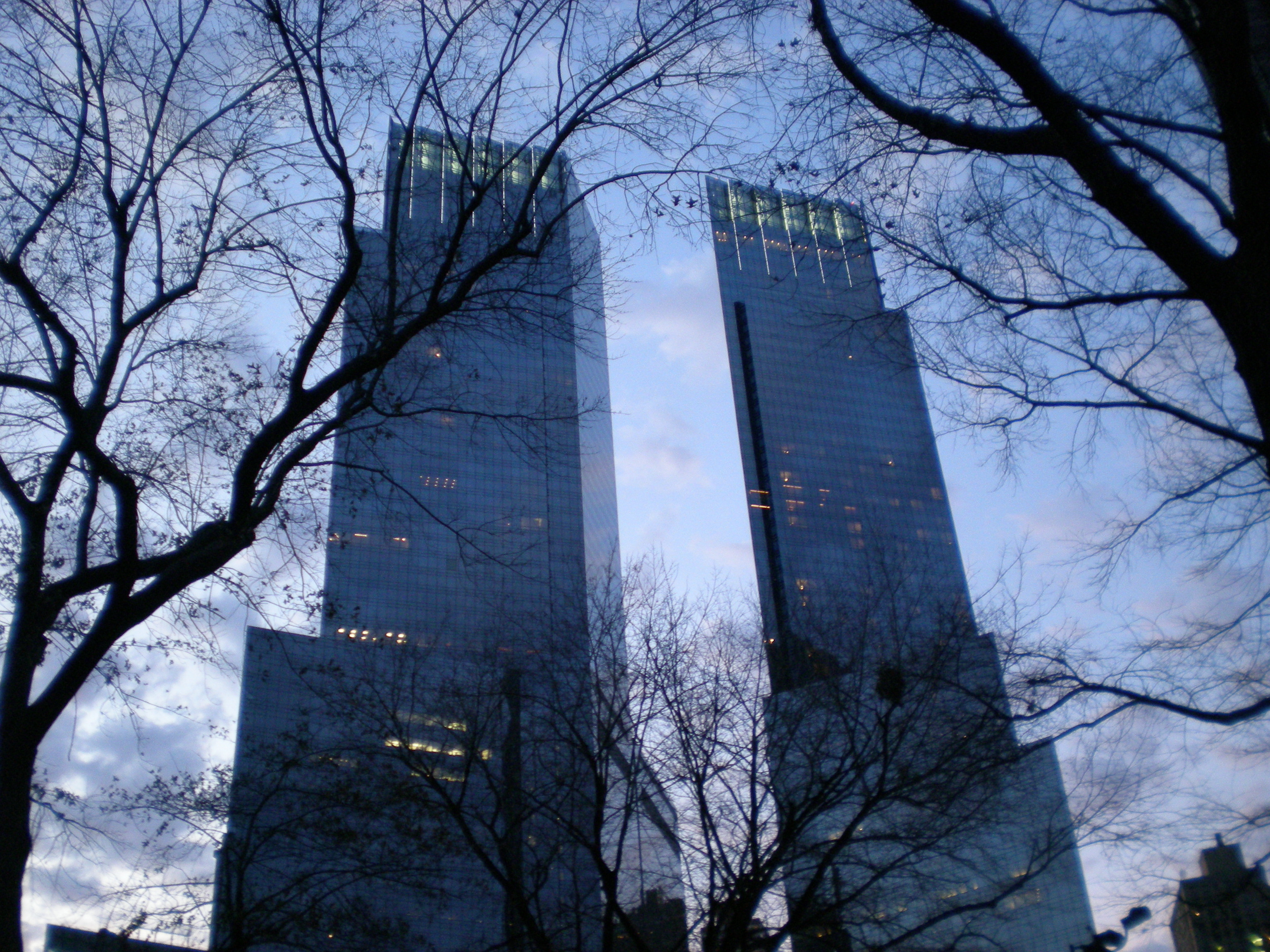
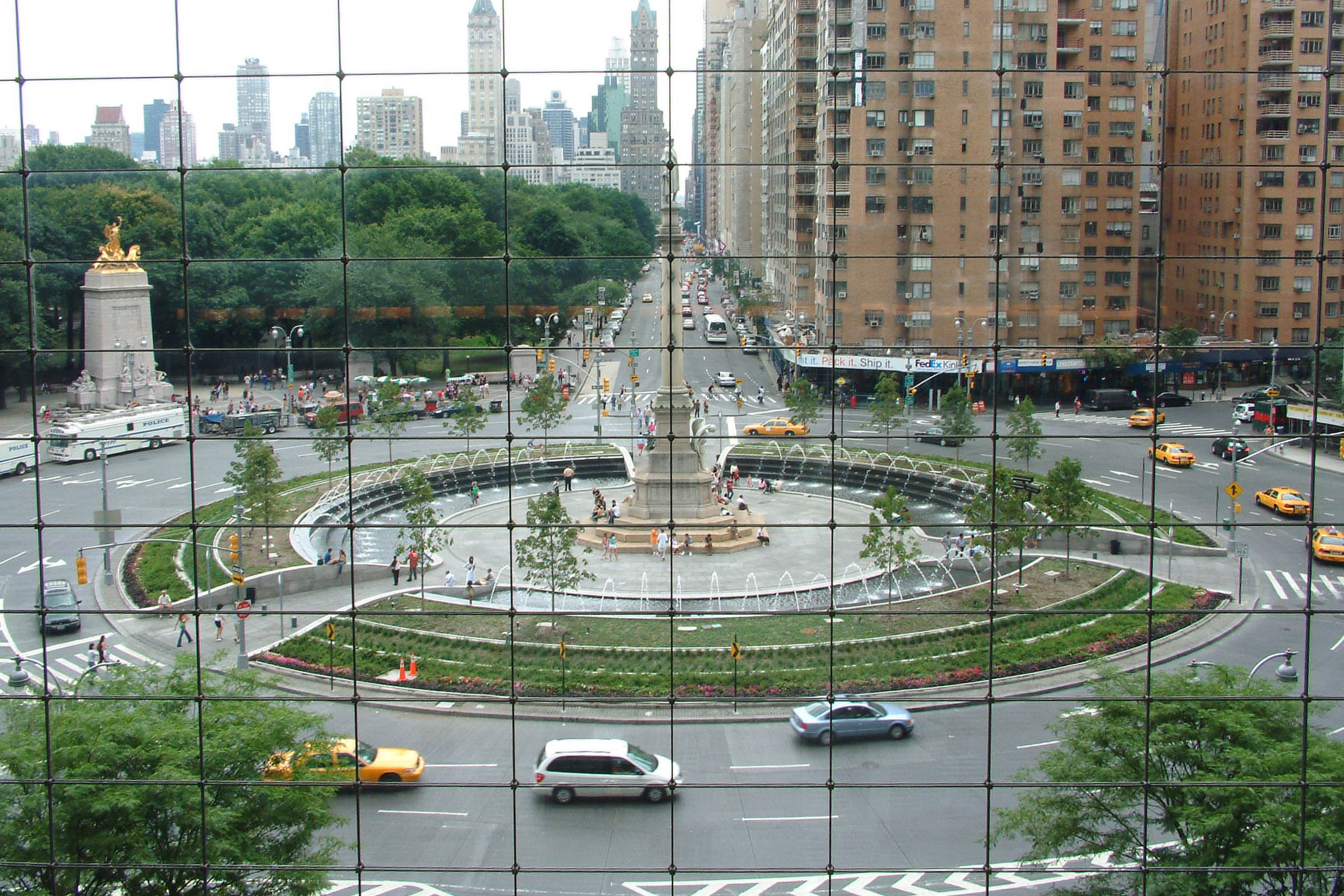
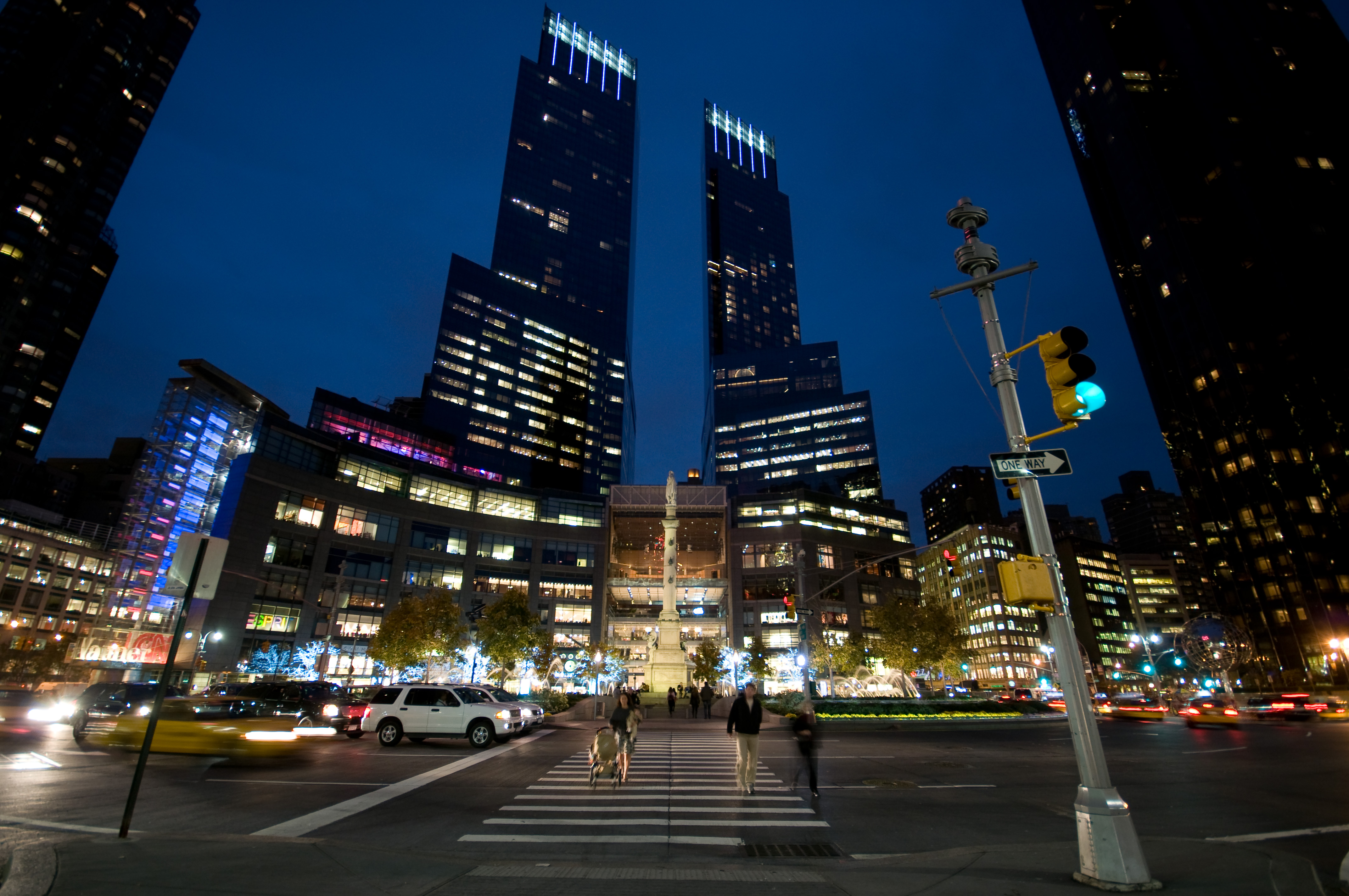
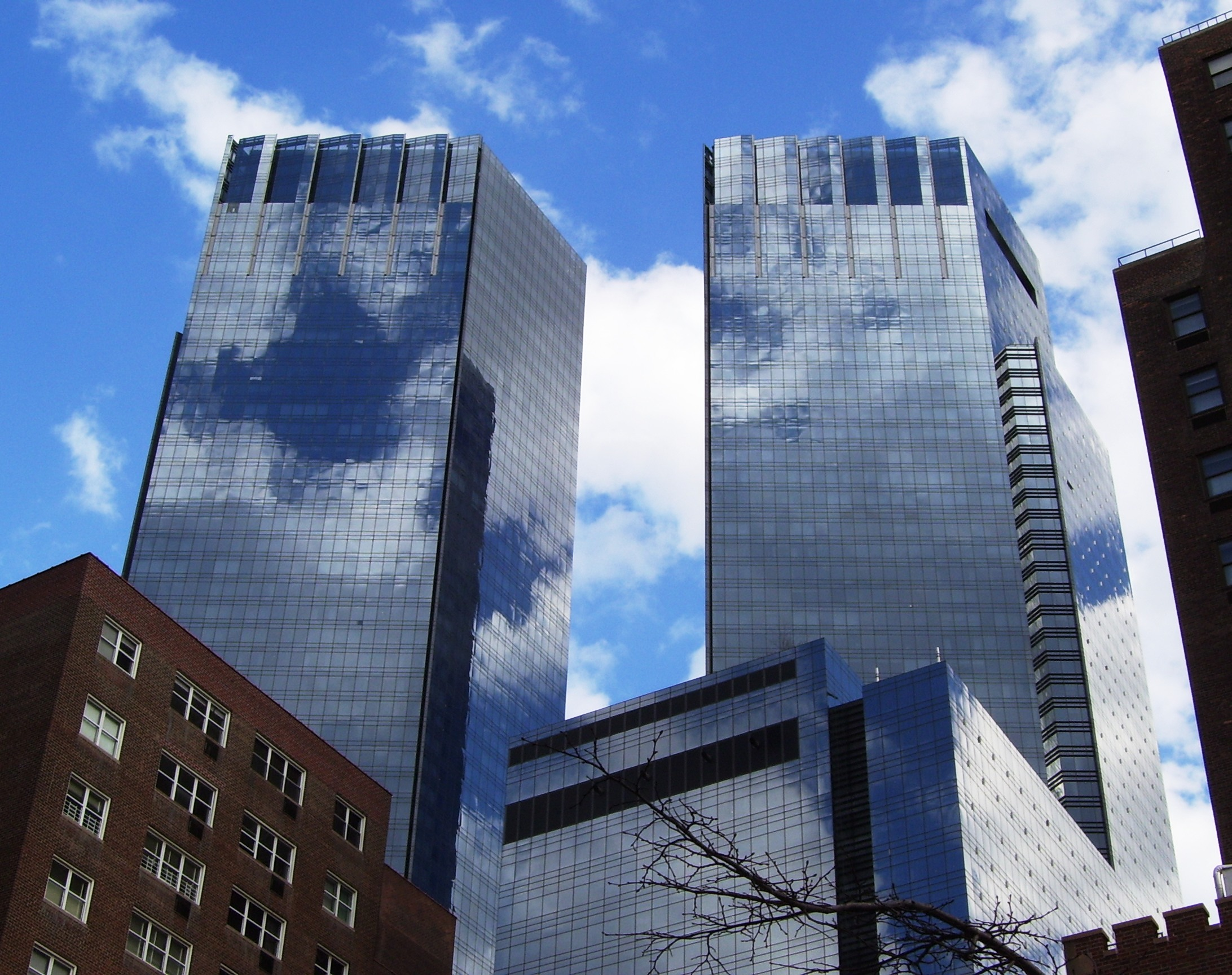